# Международная премия короля Фейсала
Международная премия короля Фейсала — международная награда, присуждаемая ежегодно организацией «Фонд короля Фейсала», управляемой сыновьями короля Саудовской Аравии Фейсал ибн Абдул-Азиз Аль Сауда. Первое награждение прошло в 1979 году. Неофициально называется «Арабской Нобелевской премией».
Программа международных наград включает пять премий:
- Служение исламу (с 1979 года)
- Научные работы по исламу (с 1979 года)
- Арабский язык и литература (с 1979 года)
- Медицина (с 1982 года)
- Наука (с 1983 года)

Лауреатам ежегодных премий вручается сертификат, золотая медаль и денежное вознаграждение в размере $ 200 000.
В рейтинге международных научных наград от IREG (International Ranking Expert Group) среди наград в междисциплинарных областях знания Международная премия короля Фейсала уступает лишь премиям Киото, Японии и Альберта Эйнштейна.

## Служение исламу
- 1979 — Абуль-Ала Маудуди

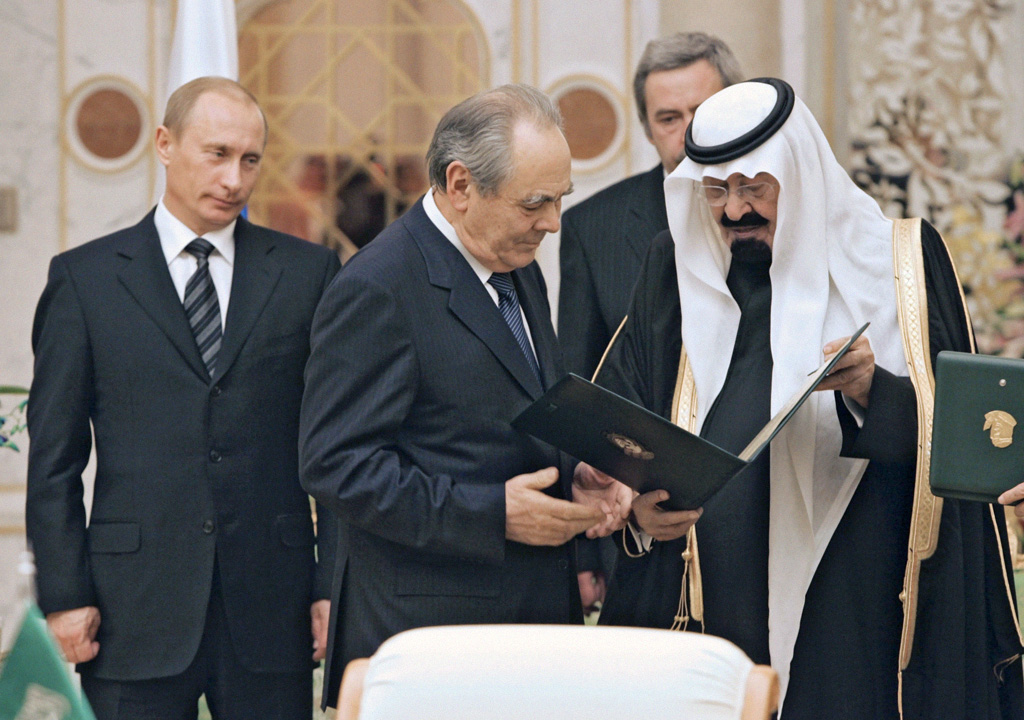
М. Шаймиев во время вручения Международной премии им. короля Фейсала, 12 февраля 2007 года.

- 1980 — Abul Hasan Ali Hasani Nadwi[англ.], Мохаммад Натсир
- 1981 — Халид ибн Абдул-Азиз Аль Сауд
- 1982 — Ибн Баз
- 1983 — Абдул Рахман
- 1984 — Фахд ибн Абдул-Азиз Аль Сауд
- 1986 — Ахмад Дидат, Роже Гароди
- 1987 — Abubakar Gumi[англ.]
- 1990 — Мухаммад Саид Тантави, Khurshid Ahmad[англ.]
- 1991 — Abdullah Omar Nasseef[англ.]
- 1993 — Алия Изетбегович
- 1994 — Мухаммад ибн Салих аль-Усаймин
- 1995 — Gad al-Haq[англ.]
- 1996 — Абдуррахман ас-Сумейт
- 1997 — Махатхир Мохамад
- 1998 — Абду Диуф
- 2000 — Университет аль-Азхар
- 2001 — Saudi High Commission for Aid to Bosnia[англ.]
- 2002 — Султан III бин Мухаммад аль-Касими
- 2003 — Sultan bin Abdulaziz Al Saud Foundation[англ.]
- 2007 — Минтимер Шарипович Шаймиев
- 2008 — Абдалла ибн Абдул-Азиз Аль Сауд
- 2010 — Реджеп Тайип Эрдоган
- 2011 — Абдулла Ахмад Бадави
- 2012 — Sulaiman Abdul Aziz Al Rajhi[англ.]
- 2015 — Закир Найк
- 2018 — Irwandi Jaswir[индон.]

## Научные работы по исламу
- 1979 — Fuat Sezgin[англ.]
- 1980 — Muhammad Mustafa Al-A'zami[англ.]
- 1982 — Mohammad Najatuallah Siddiqui[англ.]
- 1985 — Muhammad Rashad Salim[англ.]
- 1994 — Юсуф аль-Кардави
- 1999 — Насируддин аль-Албани
- 2000 — Muhammad Rashad Salim[англ.]
- 2005 — Carole Hillenbrand[англ.]

## Арабский язык и литература
- 1980 — Ihsan Abbas[англ.]
- 1983 — Shawqi Daif[англ.]
- 1984 — Mahmoud Mohamed Shaker[англ.]
- 1996 — Hamad Bin Mohamad Al Jasir[англ.]
- 2010 — Ramzi Baalbaki[англ.]

## Медицина
- 1982 — David Morley[англ.]*
- 1983 — Wallace Peters[англ.]
- 1984 — John S. Fordtran[нем.], William Greenough[нем.], Michael Field[нем.]
- 1985 — R. Palmer Beasley[англ.], Mario Rizzetto[англ.]
- 1986 — Gian Franco Bottazzo[нем.], Albert Renold[нем.], Lelio Orci[нем.]
- 1987 — Barrie R. Jones[англ.]
- 1988 — Melvyn Greaves[англ.],   Дженет Роули
- 1989 —  Роберт Джеффри Эдвардс, Luigi Mastroianni[нем.]
- 1990 — Anthony Butterworth[англ.], André Capron[нем.]
- 1991 — не было награждения
- 1992 — Attilio Maseri[нем.]
- 1993 —  Франсуаза Барре-Синусси, Jean-Claude Chermann[англ.],    Люк Монтанье
- 1994 — William French Anderson[англ.], Robert Williamson[нем.]
- 1995 — Tak Wah Mak[англ.], Грег Уинтер, Марк Дэвис
- 1996 — Bengt Robertson[нем.], Tetsurō Fujiwara[нем.]
- 1997 — Colin L. Masters, Konrad Beyreuther[нем.], James F. Gusella[нем.]
- 1998 — John L. Gerin[нем.], Robert H. Purcell[нем.]
- 1999 — Patrick G. Holt[нем.], Stephen T. Holgate[нем.]
- 2000 — Cynthia Kenyon[англ.]
- 2001 —  Томас Е. Старзл, Roy Yorke Calne[англ.], Norman Shumway[англ.]
- 2002 — Eugene Braunwald[англ.], Finn Waagstein[нем.]
- 2003 — Умберто Веронези,  Аксель Ульрих
- 2004 — Ulrich Sigwart[англ.]
- 2005 —  Ричард Долл, Ричард Пето
- 2006 — Michael Anthony Gimbrone[нем.]
- 2007 — Fernand Labrie[англ.], Patrick Craig Walsh[нем.]
- 2008 — Donald Trunkey[нем.], Basil A. Pruitt[нем.]
- 2009 — Роналд Леви
- 2010 — Reinhold Ganz[нем.], Jean-Pierre Pelletier[нем.], Johanne Martel-Pelletier[нем.]
- 2011 — James Thomson[англ.]*,     Синъя Яманака
- 2012 — Richard L. Berkowitz[нем.], James Bruce Bussel[нем.]
- 2013 —  Дуглас Коулман,  Джеффри Фридман
- 2014 — Dennis Lo[англ.]
- 2015 — Джеффри Айван Гордон
- 2016 — Joris Veltman[нем.] и Han Brunner[нем.]
- 2017 — Тадамицу Кисимото
- 2018 — Джеймс Эллисон
- 2019 — Steven L. Teitelbaum[нем.], Björn Reino Olsen[нем.]
- 2020 — Стюарт Оркин
- 2021 — Stephen Strittmatter[нем.], Robin James Milroy Franklin[нем.]
- 2022 — Дэвид Лю
- 2023 — Дэн Баруш[англ.], Сара Гилберт[англ.]
- 2024 — Jerry R. Mendell

## Наука
- 1983 — не было награждения
- 1984 —  Генрих Рорер и  Герд Карл Бинниг
- 1985 — не было награждения
- 1986 —   Майкл Берридж
- 1987 —  Майкл Фрэнсис Атья
- 1988 —  Рикардо Миледи и Пьер Шамбон
- 1989 —  Хенш, Теодор и   Зевейл, Ахмед
- 1990 —  Лемьё, Раймон,  Эль-Саид, Мостафа[англ.] и  Коттон, Франк Альберт
- 1991 — не было награждения
- 1992 —  Бреннер, Сидней
- 1993 —  Чу, Стивен и Herbert Walther[англ.]
- 1994 —  Салливан, Деннис
- 1995 —   Шарплесс, Барри
- 1996 —  Гюнтер Блобел,  Ротман, Джеймс и Hugh Pelham[англ.]
- 1997 —  Корнелл, Эрик Аллин и  Виман, Карл
- 1998 —   Уайлс, Эндрю Джон
- 1999 —   Ноёри, Рёдзи, Dieter Seebach[англ.]
- 2000 —  Вентер, Крейг и  Уилсон, Эдвард Осборн
- 2001 —   Янг Чжэньнин и Джон, Саджив
- 2002 — Шор, Питер и Манин, Юрий Иванович
- 2003 — Koji Nakanishi[англ.] и  Хоторн, Фредерик[англ.]
- 2004 — Зеки, Семир
- 2005 —  Капассо, Федерико,  Цайлингер, Антон и  Фрэнк Вильчек
- 2006 —   Дональдсон, Саймон и M. S. Narasimhan[англ.]
- 2007 —  Стоддарт, Джеймс Фрейзер
- 2008 — Rüdiger Wehner[нем.]
- 2009 —  Сюняев, Рашид Алиевич и  Френд, Ричард
- 2010 —  Тао, Теренс и  Бомбиери, Энрико
- 2011 —  Зэйр, Ричард и    Уайтсайдс, Джордж
- 2012 —  Варшавский, Александр Яковлевич
- 2013 — Краус, Ференц и Коркум, Пол
- 2014 —   Фальтингс, Герд
- 2015 —  Михаэль Гретцель и Омар Ягхи
- 2016 — Стивен Джексон и Vamsi Mootha[англ.]
- 2017 — Daniel Loss[англ.] и Моленкамп, Лоуренс
- 2018 — Джон М. Болл
- 2019 — Аллен Бард и Жан Фреше
- 2020 — Ван Сяодун
- 2021 — Стюарт Паркин
- 2022 — Надер Масмуди[англ.] и Мартин Хайрер
- 2023 — Чад Миркин
- 2024 — Howard Y. Chang[англ.]